# Ciriaco Errasti
Ciriaco Errasti, noto come Ciriaco (Éibar, 8 agosto 1904 – Éibar, 8 novembre 1984), è stato un calciatore spagnolo, di ruolo difensore.

## Palmarès

### Giocatore

#### Competizioni nazionali
- Campionato spagnolo: 2

Real Madrid: 1931-1932, 1932-1933
- Coppa di Spagna: 2

Real Madrid: 1933-1934; 1935-1936